# Giamaica ai XVIII Giochi olimpici invernali
La Giamaica partecipò ai XVIII Giochi olimpici invernali, svoltisi a Nagano, Giappone, dal 7 al 22 febbraio 1998, con una delegazione di 6 atleti impegnati in una disciplina.

## Delegazione
| Sport  | Uomini | Donne | Totale |
| ------ | ------ | ----- | ------ |
| Bob    | 6      | 0     | 6      |
| Totale | 6      | 0     | 6      |

## Risultati

### Bob
Bob a due maschile
| Pos. | Nazione    | Atleti                      | Manche1 | Manche2 | Manche3 | Manche4 | Totale  | Distacco |
| ---- | ---------- | --------------------------- | ------- | ------- | ------- | ------- | ------- | -------- |
| 29   | Giamaica I | Devon Harris Michael Morgan | 56"56   | 56"52   | 56"36   | 56"30   | 3'45"74 | +8"50    |

Bob a quattro maschile
| Pos. | Nazione    | Atleti                                                | Manche1 | Manche2 | Manche3 | Manche4 | Totale | Distacco |
| ---- | ---------- | ----------------------------------------------------- | ------- | ------- | ------- | ------- | ------ | -------- |
| 21   | Giamaica I | Dudley Stokes Winston Watts Chris Stokes Wayne Thomas | 54"41   | 54"55   | 54"80   | 2'43"76 | +4"35  |          |